# Tiffany Yue
Tiffany Yue Ya Xin (* 17. März 1998 in Hongkong) ist eine Leichtathletin aus Hongkong, die sich auf den Weitsprung spezialisiert hat und in dieser Disziplin den Landesrekord hält.

## Sportliche Laufbahn
Erste internationale Erfahrungen sammelte Tiffany Yue bei den Juniorenasienmeisterschaften 2014 in Taipeh, bei denen sie mit 12,82 s im Vorlauf über 100 Meter ausschied und mit der Hongkonger 4-mal-100-Meter-Staffel in 47,55 s den siebten Platz belegte. Bei den Asian Indoor & Martial Arts Games 2017 in Aşgabat belegte sie im Weitsprung mit 5,61 m den sechsten Platz. 2019 gewann sie bei den Asienmeisterschaften in Doha mit einer Weite von 6,15 m die Bronzemedaille hinter der Chinesin Lu Minjia und Ayaka Kōra aus Japan. Anschließend verbesserte sie bei der Sommer-Universiade in Neapel ihren Landesrekord auf 6,31 m und wurde damit Sechste. 2023 klassierte sie sich bei den Hallenasienmeisterschaften in Astana mit 6,04 m den achten Platz. Im Juli belegte sie bei den Freiluftmeisterschaften in Bangkok mit 6,23 m den siebten Platz und anschließend verpasste sie bei den World University Games in Chengdu mit 5,98 m den Finaleinzug. Im Oktober gewann sie bei den Asienspielen in Hangzhou mit neuem Landesrekord von 6,50 m die Bronzemedaille hinter der Chinesin Xiong Shiqi und Ancy Sojan Edappilly aus Indien. Im Jahr darauf gewann sie bei den Hallenasienmeisterschaften in Teheran mit 6,45 m die Bronzemedaille hinter den Chinesinnen Xiong Shiqi und Tan Mengyi. 2025 belegte sie bei den Asienmeisterschaften in Gumi mit 6,19 m den fünften Platz.
2018 und 2019 sowie 2021 und von 2023 bis 2025 wurde Yue Hongkonger Meisterin im Weitsprung.

## Persönliche Bestleistungen
- 100 Meter: 12,08 s, 9. März 2025 in London
- Weitsprung: 6,50 m (+0,1 m/s), 2. Oktober 2023 in Hangzhou (Hongkonger Rekord)